# Cum hoc ergo propter hoc
Cum hoc ergo propter hoc (лат. «разом із цим, отже, внаслідок цього») — логічна хиба сумнівної причинності, в якій збіг обставин або кореляція між певними ознаками приймається за доказ причиново-наслідкового зв'язку без додаткової перевірки причинності.

## Опис
В принципі, якщо дві події неодноразово збігалися (у часі чи у просторі), це є приводом припустити, що між цими подіями існує залежність. Однак цього ще недостатньо, щоб вважати причиново-наслідковий зв'язок доведеним.
Ситуацію, в якій події A і B відбуваються разом, логічно можна віднести до однієї з таких категорій:
1. A ⇒ B
A спричиняє B
2. B ⇒ A
B спричиняє A
3. X ⇒ A,  X ⇒ B
Невідома подія X є безпосередньою причиною як події A, так і події B
4. Y ⇒ X ⇒ A,  Y ⇒ X' ⇒ B
Невідома подія Y спричиняє, з одного боку, X, з іншого — X'; своєю чергою, X спричиняє подію A, а X' спричиняє подію B
(причому і для X, і для X' можуть діяти додаткові умови, необхідні для настання подій A або B); за таких опосередкованих залежностей схема причиново-наслідкового зв'язку може бути ще складнішою
5. A ⇏ B,  B ⇏ A
збіг A і B — випадковий

Неупереджений спостерігач завжди виходить з того, що в конкретному випадку може бути застосовною будь-яка з цих категорій, особливо остання з них.

## Приклади
2015 р. вийшла книга аналітика військової розвідки Тайлера Віґена «Spurious Correlations» («Підозрілі кореляції»), де наведено приклади кореляцій з високими величинами r щодо феноменів, непов'язаність яких один з одним очевидна: кореляція рівня споживання сиру з кількістю людей, які померли, заплутавшись у простирадлах; кореляція кількості людей, що втопилися, випавши з рибацького човна, з кількістю шлюбів на 1 тис. населення в американському штаті Кентуккі; та ін.